# 艾瑞克·賽克斯
艾瑞克·安東尼·賽克斯（英語：Eric Anthony Sykes，1883年2月5日—1945年5月12日），原名艾瑞克·安東尼·施瓦布（英語：Eric Anthony Schwabe），生於英國英格蘭曼徹斯特。曾服務於上海公共租界巡捕房，他與威廉·費爾貝恩共同設計了費賽二氏戰鬥刀。在二次世界大戰期間，他們創造了現代英軍特種部隊近身距離作戰的訓練課程。

## 生平
艾瑞克·賽克斯生於英國曼徹斯特。原名艾瑞克·安東尼·施瓦布，他在1917年認為這個名字太過德國化，因此改名。
他是個有名的獵人，擅長槍械。1907年，為Reiss & Co公司工作時，第一次到達上海。第一次世界大戰期間，他志願加入英軍，擔任狙擊手。1917年，再度回到中國。1919年，在上海認識威廉·費爾貝恩。1923年，服務於中日貿易公司（China & Japan Trading Co.），代理西方軍火，販賣給中國與日本政府。1926年，加入上海公共租界巡捕房，但是仍然在中日貿易公司兼職。1937年，他成為上海公共租界巡捕房的領導者，直到1939年辭職。
1939年，他加入英國秘密情報局，在蘇格蘭洛海勒特（Lochailort）的特別訓練中心（Special Training Centre）工作。